# Кубок Европы по лёгкой атлетике среди молодёжи
Кубок Европы по лёгкой атлетике среди молодёжи — международное командное соревнование по лёгкой атлетике среди спортсменов до 23 лет, проводившееся в 1992 и 1994 году Европейской легкоатлетической ассоциацией. Соревнования проходили среди мужчин и женщин в двух дивизионах: по 8 сильнейших команд составляли дивизион A, остальные 8 участвовали в дивизионе B.

## История
Кубок Европы среди молодёжи стал первым в истории официальным международным турниром среди спортсменов до 23 лет. Его основной задачей было содействие адаптации легкоатлетов при переходе из юниорского во взрослый спорт. Все снаряды для метаний, барьеры для барьерного бега были идентичны по своим размерам (весу, высоте) тем, что используются во взрослых соревнованиях. Соревнования повторяли формат взрослого Кубка Европы, существовавшего с 1965 года.
Турнир просуществовал всего два розыгрыша, после чего был упразднён. В 1997 году Европейская легкоатлетическая ассоциация провела первый личный чемпионат Европы среди молодёжи, который стал заменой Кубку.

## Формат
В соревнованиях принимали участие легкоатлеты только в составе команд: 8 сборных в дивизионе A, столько же — в дивизионе B.
Право выступать имели только те спортсмены, чей возраст на 31 декабря года проведения турнира составлял 22 года или менее.
Каждая страна выставляла по одному участнику в каждом виде программы, а также одну эстафетную команду. Победивший спортсмен приносил сборной 8 очков, занявший второе место — 7 очков, третье место — 6 очков и т. д. Дисквалифицированные и не финишировавшие участники не получали очков за своё выступление. Результаты всех участников шли в зачёт страны в командном первенстве.

## Розыгрыши (дивизион A)
| № | Год  | Город    | Страна         | Сроки        | Стадион               | Кол-во стран    |
| - | ---- | -------- | -------------- | ------------ | --------------------- | --------------- |
| 1 | 1992 | Гейтсхед | Великобритания | 18 — 19 июля | Международный стадион | 6 (муж)/7 (жен) |
| 2 | 1994 | Острава  | Чехия          | 30 — 31 июля | Городской стадион     | 8 (муж)/8 (жен) |

## Рекорды соревнований
Следующие результаты являются лучшими в истории Кубков Европы среди молодёжи.

### Мужчины
| Дисциплина             | Рекорд             | Спортсмен                                                | Страна         | Год  | Дивизион | Место                    |
| ---------------------- | ------------------ | -------------------------------------------------------- | -------------- | ---- | -------- | ------------------------ |
| 100 м                  | 10,47 (−2,7 м/с)   | Тоби Бокс                                                | Великобритания | 1994 | A        | Острава, Чехия           |
| 200 м                  | 21,05 (−0,9 м/с)   | Евгениос Пападопулос                                     | Греция         | 1994 | A        | Острава, Чехия           |
| 400 м                  | 45,57              | Дэвид Гриндли                                            | Великобритания | 1992 | A        | Гейтсхед, Великобритания |
| 800 м                  | 1.49,05            | Павел Соукуп                                             | Чехословакия   | 1992 | B        | Вильнёв-д’Аск, Франция   |
| 1500 м                 | 3.42,77            | Патрик Юханссон                                          | Швеция         | 1992 | B        | Вильнёв-д’Аск, Франция   |
| 5000 м                 | 13.31,79           | Франческо Бенничи                                        | Италия         | 1992 | A        | Гейтсхед, Великобритания |
| 3000 м с препятствиями | 8.37,74            | Кит Каллен                                               | Великобритания | 1992 | A        | Гейтсхед, Великобритания |
| 110 м с барьерами      | 13,78 (−0,9 м/с)   | Клас Альбин                                              | Швеция         | 1992 | B        | Вильнёв-д’Аск, Франция   |
| 400 м с барьерами      | 49,87              | Ашраф Сабер                                              | Италия         | 1994 | A        | Острава, Чехия           |
| Прыжок в высоту        | 2,25 м             | Стив Смит                                                | Великобритания | 1992 | A        | Гейтсхед, Великобритания |
| Прыжок с шестом        | 5,70 м             | Жераль Бодуэн                                            | Франция        | 1994 | A        | Острава, Чехия           |
| Прыжок в длину         | 8,15 м (0,0 м/с)   | Константинос Кукодимос                                   | Греция         | 1992 | B        | Вильнёв-д’Аск, Франция   |
| Тройной прыжок         | 16,57 м (+0,3 м/с) | Игорь Сауткин                                            | Россия         | 1994 | A        | Острава, Чехия           |
| Толкание ядра          | 19,93 м            | Мануэль Мартинес                                         | Испания        | 1994 | A        | Острава, Чехия           |
| Метание диска          | 59,56 м            | Николай Орехов                                           | Россия         | 1994 | A        | Острава, Чехия           |
| Метание молота         | 71,88 м            | Саввас Сарицоглу                                         | Греция         | 1992 | B        | Вильнёв-д’Аск, Франция   |
| Метание молота         | 71,88 м            | Марцель Кункель                                          | Германия       | 1994 | A        | Острава, Чехия           |
| Метание копья          | 83,82 м            | Константинос Гациудис                                    | Греция         | 1994 | A        | Острава, Чехия           |
| Эстафета 4×100 м       | 39,23              | Тремейн Разерфорд Тоби Бокс Даг Уокер Даррен Кэмпбелл    | Великобритания | 1994 | A        | Острава, Чехия           |
| Эстафета 4×400 м       | 3.01,03            | Дэвид Маккензи Дэвид Гриндли Марк Ричардсон Дуэйн Ладежо | Великобритания | 1992 | A        | Гейтсхед, Великобритания |

### Женщины
| Дисциплина        | Рекорд           | Спортсмен                                              | Страна         | Год  | Дивизион | Место                    |
| ----------------- | ---------------- | ------------------------------------------------------ | -------------- | ---- | -------- | ------------------------ |
| 100 м             | 11,44 (−0,2 м/с) | Лукресия Жардим                                        | Португалия     | 1992 | B        | Вильнёв-д’Аск, Франция   |
| 200 м             | 23,28 (−0,6 м/с) | Лукресия Жардим                                        | Португалия     | 1992 | B        | Вильнёв-д’Аск, Франция   |
| 400 м             | 51,42            | Аня Рюккер                                             | Германия       | 1994 | A        | Острава, Чехия           |
| 800 м             | 2.01,56          | Татьяна Григорьева                                     | Россия         | 1994 | A        | Острава, Чехия           |
| 1500 м            | 4.09,34          | Лиза Йорк                                              | Великобритания | 1992 | A        | Гейтсхед, Великобритания |
| 3000 м            | 9.07,69          | Пола Рэдклифф                                          | Великобритания | 1992 | A        | Гейтсхед, Великобритания |
| 100 м с барьерами | 13,17 (+1,5 м/с) | Елена Сухорученко                                      | Украина        | 1994 | B        | Лиллехаммер, Норвегия    |
| 400 м с барьерами | 56,08            | Фрида Юханссон                                         | Швеция         | 1992 | B        | Вильнёв-д’Аск, Франция   |
| Прыжок в высоту   | 1,94 м           | Зузана Ковачикова                                      | Чехия          | 1994 | A        | Острава, Чехия           |
| Прыжок в длину    | 6,72 м           | Ники Ксанту                                            | Греция         | 1994 | B        | Лиллехаммер, Норвегия    |
| Тройной прыжок    | 14,22 м          | Елена Говорова                                         | Украина        | 1994 | B        | Лиллехаммер, Норвегия    |
| Толкание ядра     | 18,36 м          | Ирина Коржаненко                                       | Россия         | 1994 | A        | Острава, Чехия           |
| Метание диска     | 62,58 м          | Николета Грэдинару                                     | Румыния        | 1992 | A        | Гейтсхед, Великобритания |
| Метание копья     | 60,76 м          | Хели Рантанен                                          | Финляндия      | 1992 | B        | Вильнёв-д’Аск, Франция   |
| Эстафета 4×100 м  | 44,08            |                                                        | Германия       | 1992 | A        | Гейтсхед, Великобритания |
| Эстафета 4×400 м  | 3.30,84          | Сильвия Штаймле Сандра Кушман Аня Рюккер Габи Рокмайер | Германия       | 1994 | A        | Острава, Чехия           |

## Победители командного зачёта

### Мужчины
| Страна   | Количество побед | Годы побед |
| -------- | ---------------- | ---------- |
| Германия | 2                | 1992, 1994 |

### Женщины
| Страна         | Количество побед | Годы побед |
| -------------- | ---------------- | ---------- |
| Великобритания | 1                | 1992       |
| Россия         | 1                | 1994       |